# Садала III
Садала III (* Σαδάλας, д/н —31 до н. е.) — володар Одриського царства у 42-31 роках до н. е., союзник Октавіана Августа.

## Життєпис
Походив з Астейської династії. Син царя Садали II, якого було вбито внаслідок змови у 42 році до н. е. Малолітній Садала разом з матір'ю Полемократеєю втік до Марка Юнія Брута, вбивці Цезаря, що тоді стояв у Македонії. Брут допоміг Садалі посісти батьківський трон. Проте того ж року республіканці зазнали поразки у битві при Філіппах (можливо, в ній були присутні загони одрисів). 
Дружба з Брутом не позначилася на стосунка Садали III з триумвірами. У середині 30-х років до н. е. цар став підтримувати Октавіана Августа не лише проти Антонія, а й у походах проти іллірійців. За це ймовірно отримав владу над західнопонтійськими містами і Малою Скіфією. Помер у 31 році до н. е., не залишивши спадкоємців. Трон отримав його брат Котіс.